# Années 1910
 (septembre 2010).
Si vous disposez d'ouvrages ou d'articles de référence ou si vous connaissez des sites web de qualité traitant du thème abordé ici, merci de compléter l'article en donnant les références utiles à sa vérifiabilité et en les liant à la section « Notes et références ».
Les années 1910 couvrent la période de 1910 à 1919.

## Événements majeurs

### Révolutions
- Proclamation de la République portugaise avec la Révolution Portugaise du 5 octobre 1910.
- Révolution russe de 1917.

### Guerres et conflits
- 1911 : 
  - début de la Révolution mexicaine.
  - la Révolution chinoise de 1911 met fin au système impérial en Chine.
- 1911-1912 : Guerre italo-turque L'Italie annexe la Libye .
- 1911-1917 : résistance tutsi et hutu aux Britanniques et aux Allemands.
- 1912-1913 : la Première Guerre balkanique fait près de 75 000 morts.
- 1914-1918 : la Première Guerre mondiale, un évènement capital dans l'Histoire, par l'ampleur des combats et l'importance des zones détruites, le nombre de morts et de blessés, le nombre de belligérants, les impacts démographiques, économiques, géopolitiques...
- 1915-1916 : le Génocide arménien coûte la vie à un million deux cent mille Arméniens.
- 1915-1916 : soulèvements au Niger et au Soudan français contre la conscription.
- 1917 : la Révolution russe met fin au régime tsariste de Russie.
- 13 avril 1919 : massacre d'Amritsar commis par les soldats indiens du Raj britannique . Il fait plusieurs centaines de victimes au Pendjab (Inde).

### Catastrophes naturelles et évènements climatiques

#### Catastrophes naturelles
- En Chine, la crue du Yangtsé en juillet 1911 fit environ 100 000 victimes[1], puis un cyclone en août 1912 au Port de Wenzhou fit environ 50 000 victimes[1].
- Une crue fit également d'importants dégâts matériels à Paris en janvier 1910. 150 000 habitants furent sinistrés[2].
- Le 13 janvier 1915, en Italie (Avezzano), un séisme fit environ 32 000 morts[1].
- Le 21 janvier 1917, un séisme à Bali en Indonésie fit près de 15 000 victimes[1].

#### Événements climatiques
- Optimum[pas clair] de la température hivernale (1910-1928)

### Catastrophes liées aux activités humaines
- Naufrage du Titanic en 1912
- Naufrage du Empress of Ireland en 1914
- Naufrage du Britannic en 1916

## Enjeux sanitaires et sociaux
La Grippe de 1918, surnommée « grippe espagnole », fit plus d'un milliard de malades (soit 50 % de la population mondiale de l'époque) et plus de 30 millions de morts. Les famines et épidémies de typhus firent également des millions de morts ; en Russie, on estime le nombre de victimes à 5 millions par la famine et plus de 2,5 millions par l'épidémie de typhus de 1914 à 1921.

## Personnages significatifs
- Lénine
- Raymond Poincaré
- Georges Clemenceau
- Joseph Joffre
- Roland Garros
- Woodrow Wilson
- Henry Ford
- François-Joseph Ier
- François-Ferdinand
- Gavrilo Princip
- Guillaume II d'Allemagne
- Paul von Hindenburg
- Erich Ludendorff
- Albert Einstein
- Sun Yet-sen
- Porfirio Diaz
- Emiliano Zapata
- Pancho Villa
- Constantin Ier de Grèce

## Inventions, découvertes, introductions
- Albert Einstein développe la théorie de la relativité générale.
- Henry Ford révolutionne l'industrie avec trois innovations (fordisme) : le travail à la chaîne, la séparation de la bureaucratie et de la fonction industrielle au sein de l'entreprise et une politique de salaires élevés[3].
- 1916 : apparition des tanks à chenille sur les champs de bataille.

## Art, culture et vie intellectuelle
- En 1911, Serge de Diaghilev fait de la compagnie des Ballets russes une troupe privée indépendante qui se fixe à Monte-Carlo, Paris et Londres. Y collaborent certains des danseurs et chorégraphes fondateurs de l'art de la danse du XXe siècle, et aussi des musiciens et peintres majeurs.
- 1912 et 1913 : création des universités libres et des universités populaires (1913) à Lisbonne et à Porto[4].
- En 1913, paraît Totem et Tabou de Sigmund Freud, et en 1917 Introduction à la psychanalyse du même auteur.
- En 1914, la couturière Coco Chanel commence à produire ses vêtements à Paris. L'entreprise de mode et parfums Puig s'établit à Barcelone.
- En 1916, est créé à Zurich, Dada, un mouvement intellectuel, littéraire et artistique, rapidement international, qui se caractérise par une totale et radicale remise en cause de toutes les conventions et contraintes idéologiques, esthétiques et politiques.

### Cinéma
- Au cours des années 1910, Hollywood devient le principal centre de production du cinéma américain, qui passe de l’artisanat à une quasi industrie.
- Voir aussi : Liste de films français sortis avant 1920.

## Religion et philosophie
- Résurgence du culte bwiti chez les Fangs au Gabon et en Guinée espagnole, quand ils entrent au contact des Blancs. Les prêtres fang racontent que Zame ye Mebege, fils du dieu unique Mebege, créateur de l’univers, aurait été envoyé sur Terre pour enseigner les hommes : il parle d’abord à l’homme blanc, qui écoute attentivement son message, puis se tourne vers l’homme noir, mais ne peut achever son discours et est rappelé au ciel avant d’avoir pu livrer l’essentiel de son enseignement. Cette inégalité de connaissance permet à l’homme blanc de gouverner le monde. Les croyants du bwiti préconisent un retour à la vie ancestrale.